# Raymond Loewen
Pour les articles homonymes, voir Loewen.
Raymond L. "Ray" Loewen  (né le 27 juin 1940) est un homme politique et un homme d'affaires canadien de la Colombie-Britannique. Il était propriétaire du groupe Loewen Funeral Group dont l'histoire est scénarisée dans le film Death Business de 2023.
Il est député provincial créditiste de la circonscription britanno-colombienne de Burnaby-Edmonds de 1975 à 1979.

## Biographie
Né dans une famille mennonite de Steinbach au Manitoba, Loewen naît dans une famille d'entrepreneurs par son oncle qui fonde la Loewen Windows (en) et son père qui fonde la Loewen Funeral Chapel dans son village natal, la première maison funéraire dans le sud-est du Manitoba, en 1931. Il fréquente la Steinbach Collegiate Institute et complète une formation en théologie à la Briercrest Bible College (en) en Saskatchewan.
Alors que son père tombe malade, Leowen revient à Steinbach et prend en charge l'entreprise familiale en profitant au passage de renvoyer son frère,. Après avoir dirigé la maison funéraire pendant cinq ans, il s'installe à Fort Frances en Ontario en 1967 et ensuite à Burnaby en Colombie-Britannique où il fait l'acquisition de deux maisons funéraires en 1969. Simultanément, il s'implique dans le domaine du foncier et des transports. En 1976, la première Loewen Funeral brûle et est reconstruite sur un autre site,.

### Carrière politique
Élu député de Burnaby en 1975, il représente la circonscription de Burnaby-Edmonds à l'Assemblée législative de la Colombie-Britannique pendant un mandat et ne se représente pas lors de l'élection de 1979.

### Le Groupe Loewen

#### Croissance du groupe
Au début des années 1980, Loewen achète quelques établissements funéraires à Steinbach et plusieurs autres endroits en Colombie-Britannique, mais il se concentre surtout sur les investissements immobiliers. Après une brève carrière politique et un ralentissement dans le secteur immobilier dans la province, Loewen s'implique davantage dans l'entreprise funéraire l'amenant à la création du Loewen Group et en faisant l'achat de 45 salons dans l'Ouest canadien. Faisant une apparition au public en 1985, le groupe s'implante aux États-Unis en 1987. L'expansion de l'entreprise l'amène à représenter plus d'une centaine de salons indépendants. Au milieu des années 1990, la compagnie emploie 15 000 employés et opère 1 115 salons et est donc la seconde plus grande chaîne de salons funéraires dans le monde.

#### Procès O'Keefe
En 1995, Jeremiah O'Keefe (en), un opérateur de salon funéraire dans le Mississippi et représenté par Willie E. Gary (en) poursuit le Loewen Group pour raison de rupture de contrat. Durant le procès, Gary mentionne le style de vie somptueux de Loewen en raison de l'achat d'un yacht et d'un accord avec la Convention baptiste nationale.
Aux termes du procès, les jurés en arrivent au verdict que les notes de service internes et que d'autres preuves indiquent que l'accord qui n'a finalement jamais été conclu avait pour but de mettre à l'écart O'Keefe du marché que Loewen tente de dominer.
La défense présente un témoignage sur un accord entre Loewen et la Convention baptiste nationale noire afin de faire l'acquisition de cimetières et d'employer plusieurs membres de l'Église noire pour vendre des contrats d'inhumation. Cet argument se retourne contre Loewen lorsque la preuve est démontrée que de tels accords n'étaient pas similaires avec des Églises blanches.
Le jury accorde donc un dédommagement de 500 millions de dollars à O'Keefe. Incapable de renverser la décision en appel, Loewen conclut un accord de 175 millions avec O'Keefe.

#### Chute duLoewen Group
Le montant exorbitant des dédommagements obtenus par O'Keefe lors du procès est critiqué par divers experts en droit, mais la décision demeure à la suite d'un appel et amène à un ralentissement important de la rentabilité de l'entreprise. Après le procès, Loewen demeure directeur général de l'entreprise jusqu'en 1998, moment où il vend ses possessions dans l'entreprise.
Le Loewen Group se place sous la protection de ses créanciers en 1999 et, en 2002, l'entreprise est restructurée par le Alderwoods Group (en). En 2006, le groupe passe sous le contrôle de l'entreprise funéraire Service Corporation International (SCI).
En 2008, le domaine Twin Cedars que Loewen possède à Burnaby, d'une valeur estimée de 25 millions de dollars canadiens, est vendu en juin 2012 pour 9,948 M$CAN.

### Dans la culture populaire
Ray Loewen est représenté par Bill Camp dans le film Death Business (The Burial) de 2023 qui relate le procès avec O'Keefe. À la suite de la sortie du film, Loewen est l'objet de parodies satiriques sur le site mennonite The Unger Review (en).